# Nuporanga (ort)
Nuporanga är en ort i Brasilien.   Den ligger i kommunen Nuporanga och delstaten São Paulo, i den sydöstra delen av landet, 500 km söder om huvudstaden Brasília. Nuporanga ligger 784 meter över havet och antalet invånare är 6 900.
Terrängen runt Nuporanga är lite kuperad. Närmaste större samhälle är Orlândia, 14,1 km väster om Nuporanga.
Trakten runt Nuporanga består till största delen av jordbruksmark. Runt Nuporanga är det glesbefolkat, med 18 invånare per kvadratkilometer.